# IC 3416/1
IC 3416/1 је спирална галаксија у сазвијежђу Дјевица која се налази на листи објеката дубоког неба у Индекс каталогу.
Деклинација објекта је + 10° 47' 38" а ректасцензија 12h 29m 35,5s. Привидна величина (магнитуда) објекта IC 3416 износи 14,7 а фотографска магнитуда 15,5. IC 34161 је још познат и под ознакама MCG 2-32-91, CGCG 70-124, VCC 1200, PGC 41178.